# Puoi baciare lo sposo
Puoi baciare lo sposo (též Matrimonio italiano) je italský hraný film z roku 2018, který režíroval Alessandro Genovesi podle amerického muzikálu My Big Gay Italian Wedding z roku 2003.

## Děj
Antonio je italský herec, který žije v Berlíně se svým přítelem Paolem. Jednoho dne ho požádá o ruku a Paolo souhlasí. Společně odcestují do italské vesnice Civita di Bagnoregio, aby oznámili Antoniovým rodičům, že se budou brát. Spolu s nimi odjedou i jejich spolubydlící Benedetta a Donato. Antoniův otec Roberto, který je vsi starostou, je šokován. Matka Anna se svatbou souhlasí, ale má podmínky: musí proběhnout v jejich obci, svatbu zorganizuje slavný plánovač svateb Enzo Miccio, oddávajícím bude Roberto jakožto starosta a na svatbu musí přijet Paolova matka. Paolo jí vysvětluje, že se svou matkou nemluvil tři roky od její negativní reakce na zprávu, že je gay, ale Anna je neoblomná. Roberto odmítá provést obřad, přesto je ochoten zúčastnit se svatby jinde, ale Anna ho vyhodí z domu, dokud si to nerozmyslí. Anna představí Antonia a Paola otci Francescovi, který souhlasí s tím, že jim pomůže přesvědčit Roberta, a v případě neúspěchu je sám oddá.
Paolo navštíví svou matku v Neapoli, aby ji pozval na svatbu, ale bez úspěchu. Donato se proto nabídne, že se bude vydávat za Paolovu matku. Do Antonia je stále zamilovaná jeho bývalá přítelkyně Camilla, která se snaží svatbu překazit. I přes všechny peripetie se podaří svatbu zorganizovat.

## Obsazení
| Cristiano Caccamo  | Antonio Brambilla                |
| Salvatore Esposito | Paolo Baiello                    |
| Diego Abatantuono  | Roberto Brambilla, Antoniův otec |
| Monica Guerritore  | Anna Di Gastoni, Antoniova matka |
| Diana Del Bufalo   | Benedetta Stanchi                |
| Dino Abbrescia     | Donato Lavopa                    |
| Beatrice Arnera    | Camilla Fonteggi                 |
| Antonio Catania    | otec Francesco Palmisani         |
| Enzo Miccio        | sám sebe                         |
| Rosaria D'Urso     | Vincenza Quintone, Paolova matka |